# Božena Šurina
Božena Šurina (1924. - 25. listopada 2015.), hrvatska povjesničarka umjetnosti
Magistrirala na Filozofskom fakultetu u Zagrebu na temi likovne kritike u Hrvatskoj u 19. stoljeću. Napisala je natuknice za Hrvatski biografski leksikon, Likovnu enciklopediju Jugoslavije. Sastavila Bibliografiju akademkinje dr. Anđele Horvat kronološkim redom od 1932. do 1985. 

## Vanjske poveznice
- WorldCat